# HeeJin (single álbum)
"HeeJin" é o primeiro single álbum do projeto de pré-estreia do grupo feminino sul-coreano Loona. Foi lançado em 5 de outubro de 2016, pela Blockberry Creative e distribuído pela CJ E&M. O álbum contém duas faixas, o single "ViViD" e a versão acústica da faixa. Os videoclipes de ambas as músicas foram lançados simultaneamente em 4 de outubro.

## Lançamento e promoção
Em 28 de setembro de 2016, Blockberry Creative lançou um teaser para o primeiro videoclipe, "ViViD" de Heejin. Em 2 de outubro, a empresa anunciou através do Naver que estariam estreando seu primeiro grupo feminino através de um projeto de pré-estreia de 12 meses. Após este anúncio, os teasers foram liberados para a primeira integrante, Heejin, assim como o teaser para um vídeo da faixa adicional para a versão acústica de "ViViD". Imagens promocionais também foram anunciadas em paradas de ônibus de Seul. Em 4 de outubro, o videoclipe de "ViViD" e sua versão acústica foram lançadas. Em 19 de outubro, o vídeo "100% Real Live" foi lançado, nele Heejin canta ao vivo acompanhada apenas por um violão que ela estava tocando. Ela realizou cinco evento de autógrafos em Dongdaemun, Hongdae, Jongno, Hongdae novamente e Gimpo.

## Videoclipe
O videoclipe da faixa-título, "ViViD", foi dirigido por Jo Beom-jin (VM Project), que já havia trabalhado com os grupos femininos Red Velvet e Blackpink com os videoclipes de "Dumb Dumb" e "Whistle". Nele, cenas de Heejin numa casa colorida e de coreografia são intercaladas. Ao avançar do clipe, os objetos e paredes do local onde Heejin está começam a tomar a textura de tintas derretendo, até que no ápice do videoclipe, a própria Heejin aparenta fazer parte de uma tela artística.
Foi revelado que a versão acústica foi gravada em Paris, França. Nele, há cenas de Heejin fazendo poses na cidade de Paris. No final são mostradas cenas de Heejin nos primeiros episódios de Loona TV enquanto a música termina.

## Lista de faixas
| N.º            | Título                 | Letras             | Música                              | Arranjo        | Duração |  |
| 1.             | "ViViD"                | GDLO, Park Ji-yoon | G-High, Choi Young-kyung (MonoTree) | G-High         | 3:22    |  |
| 2.             | "ViViD (Acoustic Mix)" | GDLO, Park Ji-yoon | G-High, Choi Young-kyung (MonoTree) | G-High         | 3:36    |  |
| Duração total: | Duração total:         | Duração total:     | Duração total:                      | Duração total: | 6:58    |  |

## Desempenho nas tabelas

### Tabela semanal
| Tabela musical (2016) | Melhor posição |
| --------------------- | -------------- |
| Coreia do Sul (Gaon)  | 31             |

### Tabela mensal
| Tabela musical (2016) | Melhor posição |
| --------------------- | -------------- |
| Coreia do Sul (Gaon)  | 80             |

### Vendas
| Região        | Vendas |
| ------------- | ------ |
| Coreia do Sul | 7,757  |